# Chet Baker Quartet
Chet Baker Quartet è il primo album solista del trombettista jazz statunitense Chet Baker (l'album è a nome Chet Baker Quartet), pubblicato dall'etichetta discografica Pacific Jazz Records nel 1953.

## Tracce

### LP
Lato A (PJ-404)
1. Isn't It Romantic – 3:30 (testo: Lorenz Hart – musica: Richard Rodgers) – Registrato il 15 dicembre 1952 al (probabile) Gold Star Studios di Los Angeles, CA
2. Maid in Mexico – 2:56 (musica: Russ Freeman) – Registrato il 27 luglio 1953 a Los Angeles, CA
3. Imagination – 3:02 (testo: Johnny Burke – musica: Jimmy Van Heusen) – Registrato il 29 e 30 luglio 1953 a Los Angeles, CA
4. This Time the Dream's on Me – 2:46 (testo: Johnny Mercer – musica: Harold Arlen) – Registrato il 27 luglio 1953 a Los Angeles, CA

Lato B (PJ-405)
1. The Lamp Is Low – 2:33 (testo: Mitchell Parish – musica: Maurice Ravel, Bert Shefter, Peter De Rose) – Registrato il 27 luglio 1953 a Los Angeles, CA
2. Russ Job – 2:55 (musica: Russ Freeman) – Registrato il 29 e 30 luglio 1953 a Los Angeles, CA
3. Easy to Love – 3:12 (Cole Porter) – Registrato il 29 e 30 luglio 1953 a Los Angeles, CA
4. Batter Up – 2:55 (musica: Russ Freeman) – Registrato il 29 e 30 luglio 1953 a Los Angeles, CA

- Durata brani (non accreditati sull'album originale) ricavati dall'album pubblicato nel 2018 dalla WaxtTme 500 Records (408706)

## Musicisti
Isn't It Romantic
- Chet Baker – tromba
- Russ Freeman – piano
- Red Mitchell – contrabbasso
- Bobby White – batteria

Maid in Mexico / This Time the Dream's on Me / This Time the Dream's on Me / The Lamp Is Low
- Chet Baker – tromba
- Russ Freeman – piano
- Bob Whitlock – contrabbasso
- Bobby White – batteria

Imagination / Russ Job / Easy to Love / Batter Up
- Chet Baker – tromba
- Russ Freeman – piano
- Carson Smith – contrabbasso
- Larry Bunker – batteria

Note aggiuntive
- Richard Bock – produttore, note retrocopertina album originale
- Stan Ross – ingegnere delle registrazioni
- William Claxton – foto copertina album originale
- John Brandt – design copertina album originale[1]